# Lista das contas mais seguidas no TikTok

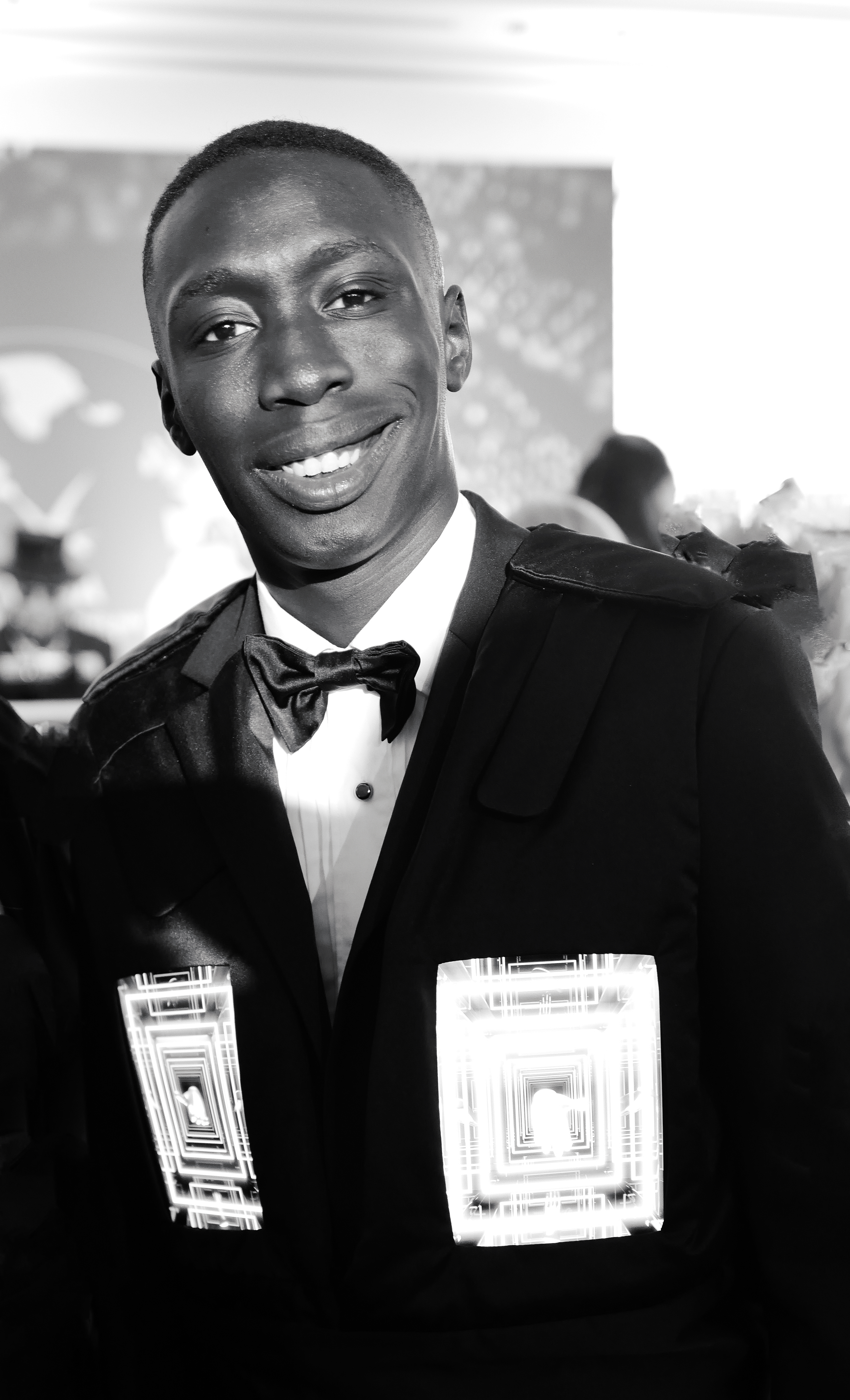
Khaby Lame conta com 162,7 milhões de seguidores no TikTok, sendo a pessoa com mais seguidores no aplicativo do mundo.

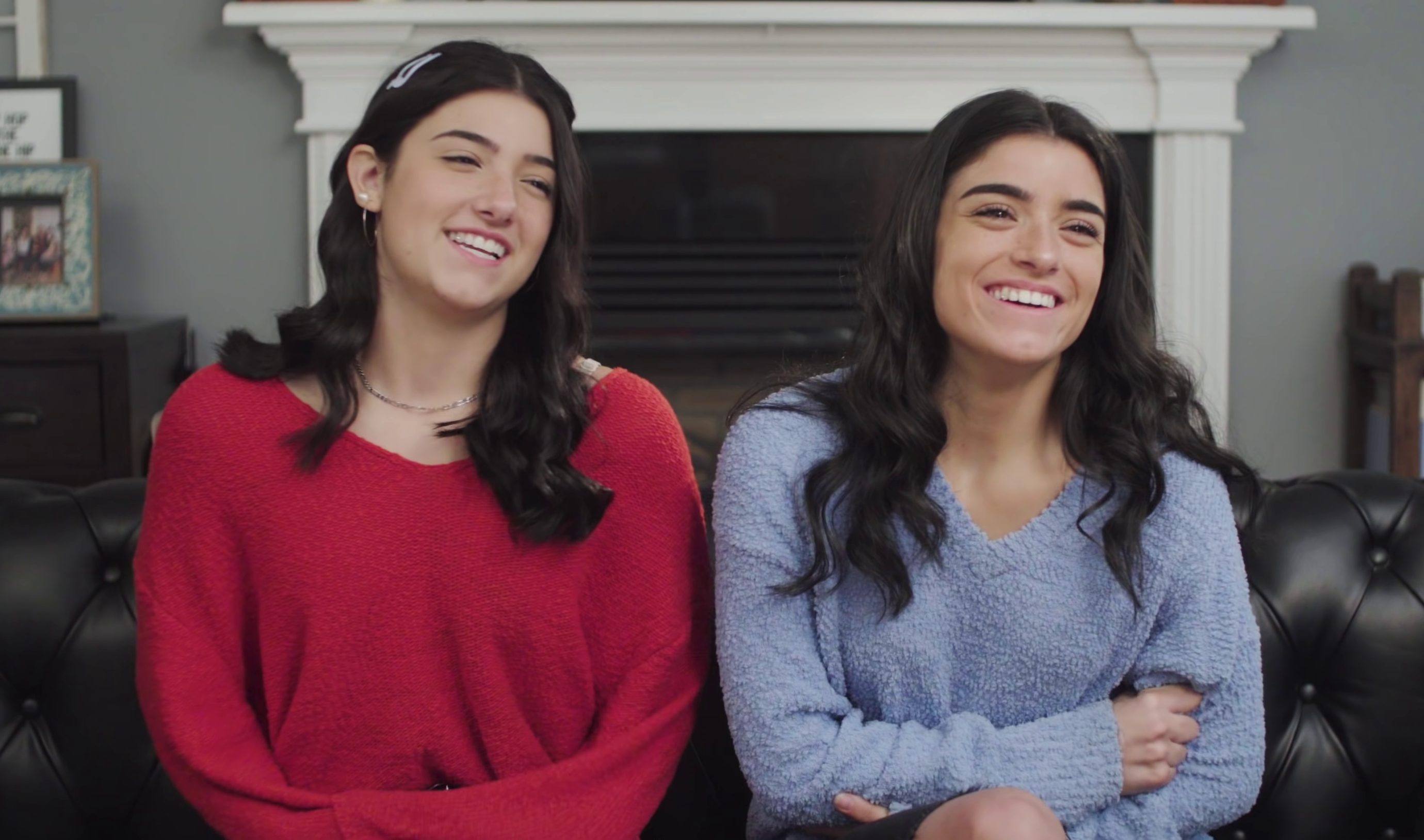
Charli D'Amelio (à esquerda) e sua irmã, Dixie D'Amelio (à direita), respectivamente, são a 2ª e a 16ª contas mais seguidas no TikTok.

Esta lista contém as 50 contas com mais seguidores na plataforma de mídia social chinesa TikTok, que foi fundida anteriormente com o musical.ly. A pessoa mais seguida é Khabane Lame, com mais de 162 milhões de seguidores. Ele superou a conta anterior mais seguida, Charli D'Amelio, em 22 de junho de 2022.

## Contas mais seguidas
A tabela a seguir lista as 50 contas mais seguidas no TikTok, com cada total arredondado para os cem mil seguidores mais próximos, assim como a descrição de cada conta e seu país de origem.
| Posição                  | Nome de usuário       | Proprietário                       | Seguidores (milhões) | Curtidas (milhões ou bilhões) | Descrição                                          | País                 | Conta de marca |
| ------------------------ | --------------------- | ---------------------------------- | -------------------- | ----------------------------- | -------------------------------------------------- | -------------------- | -------------- |
| 1                        | @khaby.lame           | Khabane Lame                       | 161,7                | 2,5 b                         | Personalidade de mídia social                      | Senegal · Itália     | —              |
| 2                        | @charlidamelio        | Charli D'Amelio                    | 156,5                | 11,9 b                        | Dançarina e personalidade de mídia social          | Estados Unidos       | —              |
| 3                        | @mrbeast              | MrBeast                            | 119,2                | 1,2 b                         | Personalidade de mídia social                      | Estados Unidos       | —              |
| 4                        | @bellapoarch          | Bella Poarch                       | 94                   | 2,4 b                         | Personalidade de mídia social                      | Filipinas            | —              |
| 5                        | @tiktok               | TikTok                             | 90,8                 | 431,1 M                       | Plataforma de mídia social                         | Estados Unidos China | Yes            |
| 6                        | @addisonre            | Addison Rae                        | 88,4                 | 5,2 b                         | Dançarina e personalidade de mídia social          | Estados Unidos       | —              |
| 7                        | @kimberly.loaiza      | Kimberly Loaiza                    | 83,4                 | 4,1 b                         | Cantora e personalidade de mídia social            | México               | —              |
| 8                        | @zachking             | Zach King                          | 82,3                 | 1,2 b                         | Cineasta e personalidade de mídia social           | Estados Unidos       | —              |
| 9                        | @therock              | The Rock                           | 80,4                 | 640 M                         | Ator e antigo wrestler                             | Estados Unidos       | —              |
| 10                       | @willsmith            | Will Smith                         | 79,4                 | 647 M                         | Ator                                               | Estados Unidos       | —              |
| 11                       | @domelipa             | Dominik Lipa                       | 77,3                 | 5,1 b                         | Personalidade de mídia social                      | México               | —              |
| 12                       | @cznburak             | Burak Özdemir                      | 75                   | 1,5 b                         | Personalidade de mídia social                      | Turquia              | —              |
| 13                       | @bts_official_bighit  | BTS                                | 72                   | 1,6 b                         | Grupo                                              | Coreia do Sul        | Yes            |
| 14                       | @billieeilish         | Billie Eilish                      | 71,9                 | 478 M                         | Cantor e compositor                                | Estados Unidos       | —              |
| 15                       | @williesalim          | Willie Salim                       | 68,4                 | 1,3 b                         | Personalidade de mídia social                      | Indonésia            | —              |
| 16                       | @jasonderulo          | Jason Derulo                       | 66,1                 | 1,3 b                         | Cantor, compositor e dançarino                     | Estados Unidos       | —              |
| 17                       | @selenagomez          | Selena Gomez                       | 59,5                 | 684 M                         | Cantora e atriz                                    | Estados Unidos       | —              |
| 18                       | @vilmeijuga           | Vilmei                             | 58,3                 | 1,9 b                         | Personalidade de mídia social                      | Indonésia            | —              |
| 19                       | @kyliejenner          | Kylie Jenner                       | 56,9                 | 1,5 b                         | Cantora, modelo e personalidade de mídia social    | Estados Unidos       | —              |
| 20                       | @youneszarou          | Younes Zarou                       | 56,7                 | 1,3 b                         | Personalidade de mídia social                      | Alemanha             | —              |
| 21                       | @ox_zung              | Won jeong                          | 55.7                 | 1,7 b                         | Personalidade de mídia social                      | Coreia do Sul        |                |
| 22                       | @bayashi.tiktok       | Bayashi                            | 55,4                 | 1,8 b                         | Personalidade de mídia social                      | Japão                | —              |
| 23                       | @dixiedamelio         | Dixie D'Amelio                     | 55,2                 | 3,3 b                         | Cantora e personalidade de mídia social            | Estados Unidos       | —              |
| 24                       | @spencerx             | Spencer Polanco Knight             | 54,8                 | 1,3 b                         | Beatboxer e personalidade de mídia social          | Estados Unidos       | —              |
| 25                       | @karolg               | Karol G                            | 54,8                 | 476 M                         | Cantora                                            | Colômbia             | —              |
| 26                       | @lorengray            | Loren Gray                         | 53,4                 | 3,1 b                         | Cantora, dançarina e personalidade de mídia social | Estados Unidos       | —              |
| 27                       | @homm9k               | HOMA                               | 53,3                 | 1,3 b                         | Personalidade de mídia social                      | Cazaquistão          | —              |
| 28                       | @roses_are_rosie      | Rosé                               | 51,4                 | 638 M                         | Cantora                                            | Coreia do Sul        | —              |
| 29                       | @justmaiko            | Michael Le                         | 50,8                 | 1,5 b                         | Dançarina e personalidade de mídia social          | Estados Unidos       | —              |
| 30                       | @kallmekris           | Kris Collins                       | 50,6                 | 2,4 b                         | Personalidade de mídia social                      | Canadá               | —              |
| 31                       | @brentrivera          | Brent Rivera                       | 50,1                 | 1,7 b                         | Ator e personalidade de mídia social               | Estados Unidos       | —              |
| 32                       | @bp_tiktok            | Blackpink                          | 50                   | 613 M                         | Grupo                                              | Coreia do Sul        | —              |
| 33                       | @riaricis             | Ria Ricis                          | 47,4                 | 1,6 b                         | Personalidade de mídia social                      | Indonésia            | —              |
| 34                       | @carlosferiag         | Carlos Feria                       | 47,1                 | 2,6 b                         | Personalidade de mídia social                      | Colômbia             | —              |
| 35                       | @riyaz.14             | Riyaz Aly                          | 46,5                 | 2,1 b                         | Personalidade de mídia social                      | Índia                | —              |
| 36                       | @pongamoslo_a_prueba  | Pongámoslo a Prueba                | 46                   | 1,6 b                         | Personalidade de mídia social                      | México               | —              |
| 37                       | @itsjojosiwa          | JoJo Siwa                          | 45,7                 | 2 b                           | Cantora, atriz e personalidade de mídia social     | Estados Unidos       | —              |
| 38                       | @nianaguerrero        | Niana Guerrero                     | 45,5                 | 1,1 b                         | Personalidade de mídia social                      | Filipinas            | —              |
| 39                       | @joealbanese          | Joe Albanese                       | 44,2                 | 1,8 b                         | Personalidade de mídia social                      | Estados Unidos       | —              |
| 40                       | @junya1gou            | Junya Gou                          | 44,1                 | 715 M                         | Personalidade de mídia social                      | Japão                | —              |
| 41                       | @elrodcontreras       | Rod Contreras                      | 42,7                 | 2,5 b                         | Personalidade de mídia social                      | México               | —              |
| 42                       | @avani                | Avani Gregg                        | 42,5                 | 3.049.6b                      | Personalidade de mídia social                      | Estados Unidos       | —              |
| 43                       | @psg                  | Paris Saint-Germain F.C.           | 42,3                 | 598.3                         | Clube de futebol                                   | França               | Yes            |
| 44                       | @xoteam               | XO Team                            | 40,7                 | 1,3 b                         | Personalidade de mídia social                      | Rússia               | —              |
| 45                       | @anokhinalz           | Liza anokhina                      | 40,3                 | 1.359.5b                      | Personalidade de Mídia social                      | Rússia               | —              |
| 46                       | @gordonramsayofficial | Gordon Ramsay                      | 40,2                 | 615.3                         | Chef                                               | Reino Unido          | —              |
| 47                       | @montpantoja          | Paola Montserrat Pantoja Lizárraga | 39,1                 | 2.100.0b                      | Personalidade de mídia social                      | México               | —              |
| 48                       | @dobretwins           | Lucas and Marcus                   | 39                   | 992.8                         | Personalidades de mídia social                     | Estados Unidos       | —              |
| 49                       | @scottsreality        | Scott Hentzepeter                  | 38.1                 | 906.8                         | Personalidade de mídia social                      | Países Baixos        | —              |
| 50                       | @ondymikula           | Ondy Mikula                        | 37,4                 | 594.8                         | Personalidade de mídia social                      | Chéquia              | —              |
| Em 29 de outubro de 2023 |                       |                                    |                      |                               |                                                    |                      |                |

## Contas mais seguidas históricas

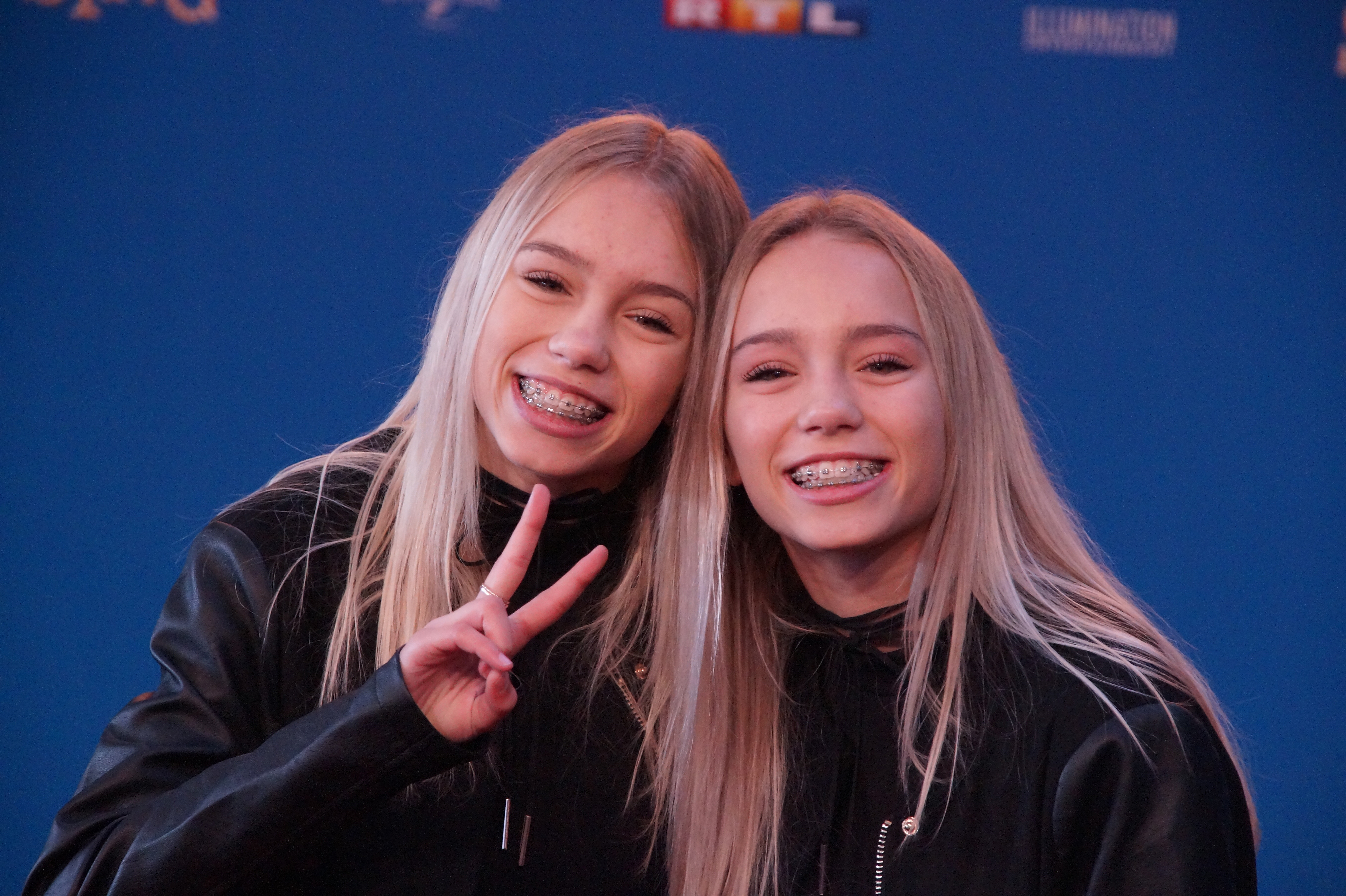
Lisa e Lena eram anteriormente as pessoas mais seguidas no TikTok, com mais de 32 milhões de seguidores antes de excluir suas contas.

Isso lista as contas que já tiveram mais seguidores no TikTok, fora a conta oficial do TikTok.
Antes de Charli D'Amelio ser a pessoa mais seguida, Loren Gray era a mais seguida. Ela foi superada por Charli D'Amelio em 25 de março de 2020. Ela tinha 41,3 milhões de seguidores quando foi aprovada e foi a primeira conta a chegar aos 40 milhões de seguidores. Charli D'Amelio é agora o usuário mais seguido, sendo o primeiro e único a chegar aos 100 milhões de seguidores.

Antes de Loren, Lisa e Lena eram as pessoas mais seguidas no TikTok, com mais de 32,7 milhões de seguidores. Elas excluíram sua conta em março de 2019, alegando questões de privacidade e desinteresse na plataforma. Voltaram ao TikTok em uma nova conta com o mesmo nome de usuário em 7 de maio de 2020. Elas agora têm mais de 12,7 milhões de seguidores.
| Nome de usuário       | Proprietário    | Seguidores (milhões) | Data alcançada      | Dias detidos | Ref (s)       |
| --------------------- | --------------- | -------------------- | ------------------- | ------------ | ------------- |
| @charlidamelio        | Charli D'Amelio | 41,4                 | 25 de março de 2020 | 437          | [ 18 ]        |
| @lorengray            | Loren Gray      | 32,8                 | 31 de março de 2019 | 360          | [ 19 ]        |
| @lisaandlena          | Lisa e Lena     | 18,9                 | 27 de abril de 2017 | 703          | [ 20 ] [ 21 ] |
| @babyariel            | Baby Ariel      | —                    | —                   | —            | [ 20 ] [ 22 ] |
| Em 5 de junho de 2021 |                 |                      |                     |              |               |

## Contas mais seguidas no Douyin
A tabela a seguir lista as 10 contas mais seguidas no Douyin desde 28 de junho de 2020. O Douyin, disponível apenas na China, é semelhante ao TikTok. Porém, ele é executado em servidores separados para atender às restrições de censura chinesas. Ambos são propriedade da ByteDance.
| Posição               | Nome de usuário ou ID | Proprietário     | Seguidores (milhões) | Região    |
| --------------------- | --------------------- | ---------------- | -------------------- | --------- |
| 1                     | 陈 赫                 | Chen He          | 162                  | China     |
| 2                     | @ 274110380           | Dilraba Dilmurat | 55,6                 | China     |
| 3                     | ?                     | Show Lo          | 40,39                | Taiwan    |
| 4                     | @ 228.228             | Angelababy       | 39,46                | Hong Kong |
| 5                     | ?                     | GEMA             | 39,26                | Hong Kong |
| 6                     | ?                     | Tu Lei           | 37,5                 | China     |
| 7                     | ?                     | Guan Xiaotong    | 33,48                | China     |
| 8                     | @ he.jiong            | He Jiong         | 31,41                | China     |
| 9                     | @ 185625797           | M Brother (M 哥) | 29,79                | China     |
| 10                    | @ Fengtimo1219        | Feng Timo        | 28,91                | China     |
| Em 24 de maio de 2021 |                       |                  |                      |           |